# Madre de Deus

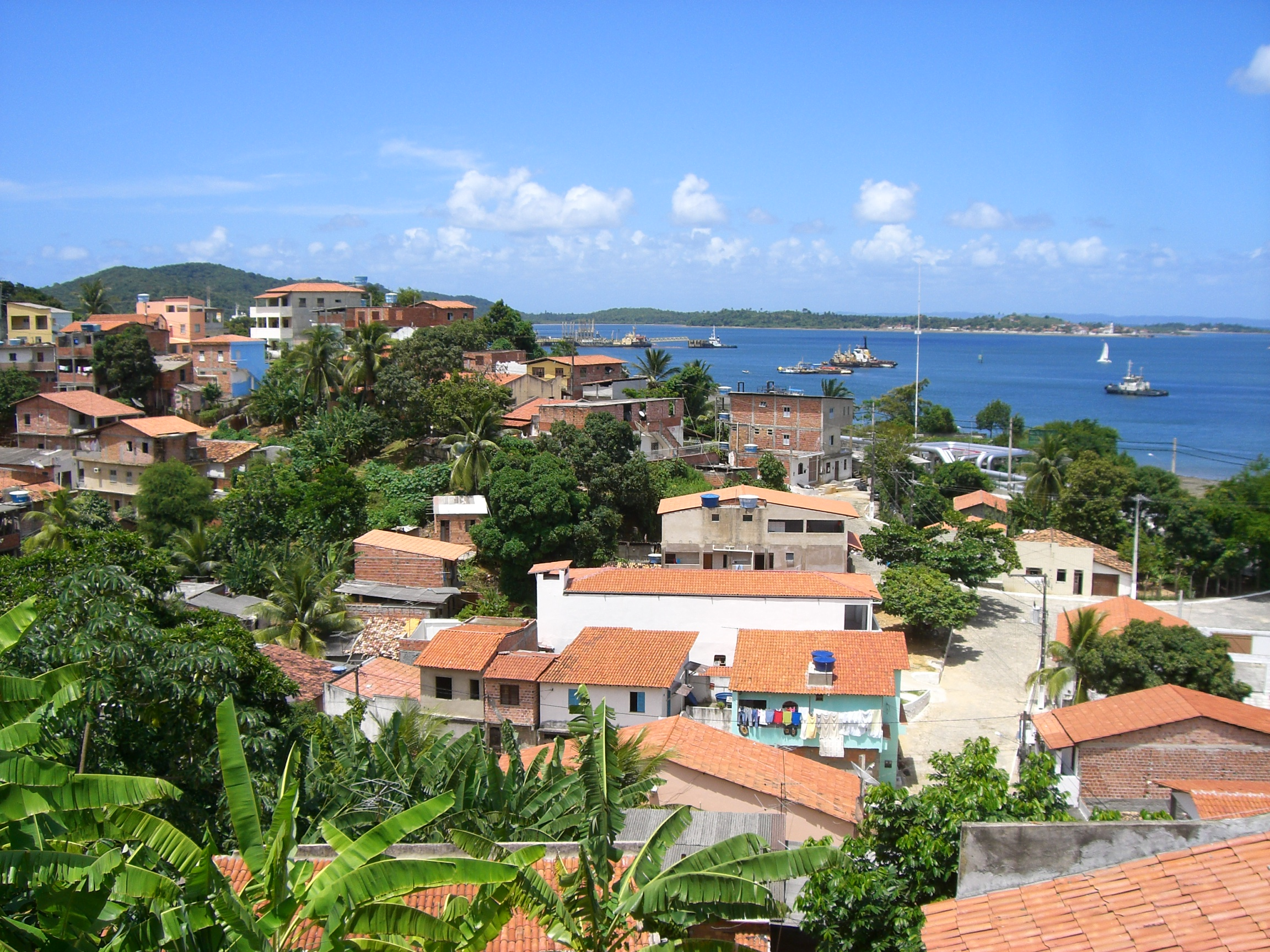
Vedere din turla bisericii din Madre de Deus

Madre de Deus este un oraș în statul Bahia (BA) din Brazilia.